# Knock (comté de Clare)
Pour les articles homonymes, voir Knock.

Knock (en irlandais : An Cnoc, la colline) est un village en limite nord du comté de Clare, en Irlande.

## Géographie
Le village portuaire est situé sur la rive nord de la « baie de Clonderalaw », elle-même donnant sur le Shannon.
La route R486 dessert le village.
Selon le géographe Samuel Lewis, la paroisse comptait 180 habitants en 1837.
Le recensement de la population de 2006 fait état d'un dépeuplement continu (228 habitants en 2006 contre 252 habitants en 2002).
La rivière Crompaun se jette dans le Shannon près de Knock, elle fait l'objet de débats au Dáil Éireann en 1949 lorsque 14 écluses tombent en panne. Les responsables des travaux publics (Commissioners of Public Works) n'avaient pas à prendre en charge la réparation selon le ministre Michael Donnelan.

## Personnalités locales
- Ellen Hanley – La malheureuse victime de la pièce The Colleen Bawn (en). Après avoir été assassinée par son mari, elle échoue à proximité, elle est enterrée au cimetière de Burrane près de Knock[5].

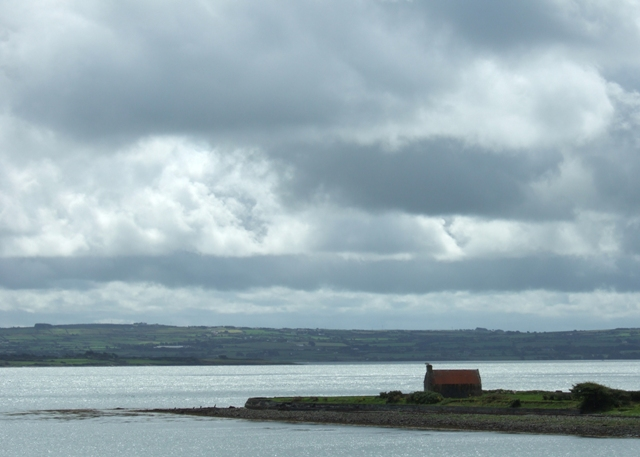
Rusheen Point au bord du Shannon.
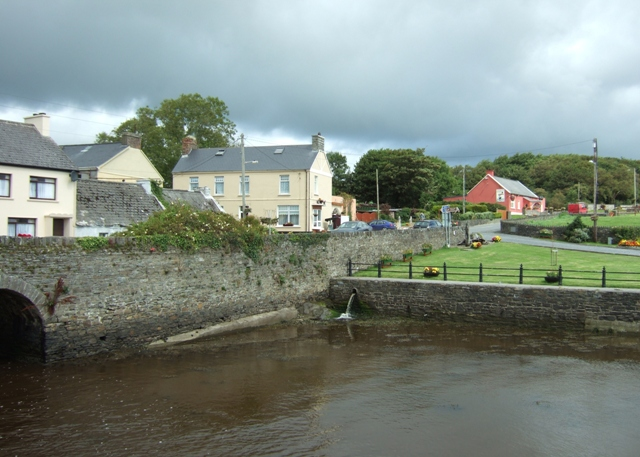
Le village.
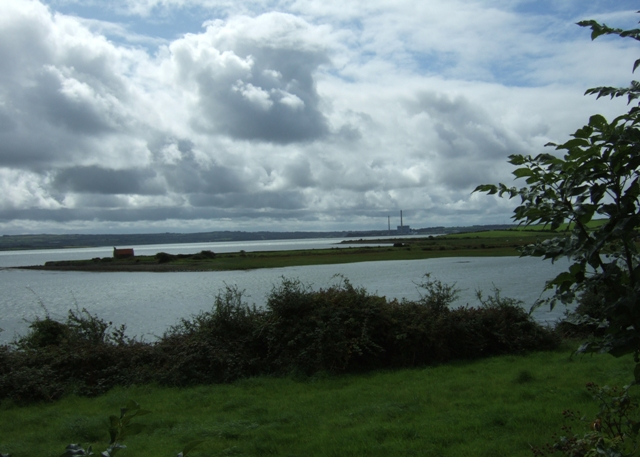
Vue sur le Shannon.
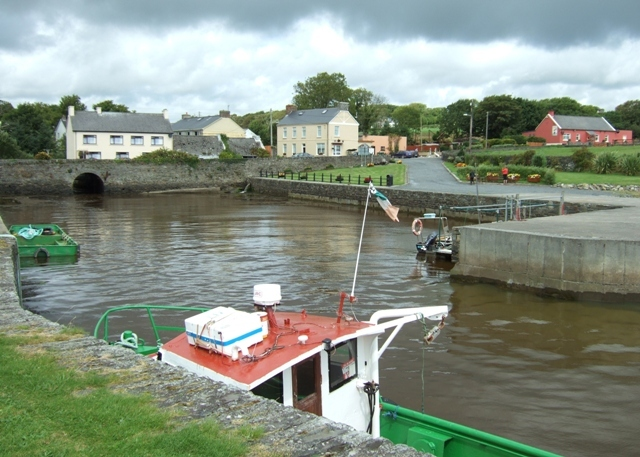
Autre vue du port de Knock.